# Molly Smitten-Downes
Molly Smitten-Downes vagy művésznevén Molly (Rothley, Leicestershire, 1987. április 2. –) angol énekesnő. Ő képviselte az Egyesült Királyságot a 2014-es Eurovíziós Dalfesztiválon, a dán fővárosban, Koppenhágában. Versenydala a Children of the Universe volt.

## Zenei karrier

### A karrier elején
A Fly Away with Me-t 2011. december 18-án jelentette meg. A Shadows-t meghallgatta Marger és az iTuneson megjelentette a 360 Records segítségével 2011. augusztus 21-én. Ő volt a győztese az Urban/Pop at Live-nak illetve az Unsigned 2012-nek, és emellett megkapta a legjobb dal díjat a The Best Of British Unsigned Music Awards-on (A legjobb brit nem-leszerződöttek zenei átadója) a Lost Generation című dalával 2013-ban. A svéd Anders Hansson Beneath The Lights című dalában közreműködött, mely 2013 áprilisában jelent meg. A Never Forget pedig Darren Styles-szal volt a közös munkája, akivel a dalt 2012-ben vették fel.

### 2014-es Eurovíziós Dalfesztivál
2014. március 3-án a BBC bejelentette, hogy őt választották ki, hogy képviselje az Egyesült Királyságot a 2014-es Eurovíziós Dalfesztiválon, Koppenhágában. A csatorna a BBC: Introducing (BBC: Bemutatkozik) című programjában figyelt fel az énekesnőre, ahonnan a választás is esett rá.
2014. május 10-én, a fesztivál döntőjében lépett fel. Versenydalának mind a zenéjét, mind a szövegét maga jegyezte, mely kifejezetten a dalfesztiválra íródott. A döntőben, a szavazás során Molly 40 pontot szerzett, ami a 17. helyet jelentette a huszonhat fős mezőnyben.

## Diszkográfia

### EP-k
| Cím              | Album részletei                                     | Minősítés |
| ---------------- | --------------------------------------------------- | --------- |
| Fly Away with Me | - EP - Megjelent: 2011. december 18. - Kiadó: Molly | –         |

### Kislemezek
- Shadows (Marger dalában közreműködött)
- Never Forget You (Darren Styles dalában közreműködött)
- Beneath the Lights (a Dream Beats közreműködésében)
- Children of the Universe